# Sharon Horgan
Sharon Horgan (Hackney, Londres, 13 de julio de 1970), registrada al nacer como Sharon Lorencia Horgan, es una actriz, escritora, comediante y productora irlandesa. Es conocida por las series Pulling (2006–09) y Catastrophe (2015–2019), que también coescribió. También creó para HBO la serie Divorcio (2016–2019).
En 2008 Horgan ganó el The British Comedy Award a Mejor Actriz de televisión por Pulling, en 2016 el BAFTA Premio de televisión a Mejor Guionista de Comedia por Catastrophe (con Rob Delaney), y estuvo nominada para el Emmy de 2016 como guionista de comedia. También ganó cinco premios de la Academia Irlandesa de Cine y Televisión por su trabajo en Catástrofe.
Horgan ha aparecido en las películas Valiant (2005), Imagine Me & You (2005), Man Up (2015), y Noche de juegos (2018).

## Primeros años
Horgan nació en Hackney, Londres, Inglaterra. Su madre, Ursula (née Campbell), es del Condado Kildare, y su padre, John Horgan, es de Nueva Zelanda, y regentó un pub. Cuándo  tenía cuatro años sus padres se mudaron a Bellewstown, Condado Meath en Irlanda, para regentar una granja de pavos.
Horgan ha descrito su niñez como feliz. También ha hablado cariñosamente de lo que supuso crecer en una granja. Más tarde utilizó sus experiencias de niñez para el cortometraje autobiográfico La semana antes de Navidad. Horgan Fue a la escuela del Sagrado Corazón en Drogheda.

## Carrera

### Inicios
Horgan se mudó a Londres y como toda actriz joven que lucha para llegar a fin de mes tomó varios trabajos, incluyendo telefonista y camarera. A la edad de 27, empezó un grado en la Brunel University de Londres y se graduó en 2000. Por aquel entonces conoció al escritor británico Dennis Kelly y empezaron a escribir juntos, produciendo material que enviaron a la BBC y que les valió el Premio de Nueva Comedia en 2001.

### Actriz
Horgan hizo una de sus primeras apariciones en el programa de humor Monkey Dust (2003), basado en asuntos noticiosos. Sustituyó a la actriz Theresa O'Leary en Poder absoluto (2003), una comedia sobre el mundo de las relaciones públicas protagonizada por Stephen Fry. En 2005  hizo su debut en cine como Beth en Imagine me & you, una comedia romántica dirigida por Ol Parker.
En 2006 y 2007 Horgan trabajó en dos series, ambas de Rob Brydon. Ganó un Premio de Comedia británico en 2007 a Mejor Nueva Actriz.
En 2010 trabajó en Las Decisiones Cada vez más Pobres de Todd Margaret, una serie de comedia escrita por David Cross, quien además interpretaba a Todd. Horgan interpreta a Alice Bell, la dueña de la cafetería de la que Todd se enamora.
En septiembre de 2011 Horgan aparece en el estreno londinense de la obra de Saul Rubinek Terrible Advice, donde interpreta a Delila.
En junio de 2012 Horgan participa en el episodio piloto de Psychobitches. En la serie mujeres famosas de toda la historia son psicoanalizadas por la terapeuta Rebecca Front; Horgan interpreta a Jane Austen. 
Horgan puso voz en los films de animación Valiant (2005), CBBC  Big Babies (2010) y Miss Remarkable & Her Career (2010). Ha interpretado papeles secundarios en series como Moone Boy (2015), Crackanory . 
En 2015 aparece en el film Man Up, una comedia romántica escrita por Tess Morris, protagonizada por Simon Pegg y dirigida por Ben Palmer. Entre 2017 y 2019 Horgan dobló varias series de animación.

### Guionista
Horgan coescribió con Dennis Kelly la serie cómica Pulling emitida en la BBC de 2006 a 2008.
Pese a los buenos índices de audiencia, Pulling fue cancelada, con el último episodio siendo emitido en mayo de 2009. En 2007, fue nominada a un British Academy Television Award y lo ganó en 2008.
De 2015-2019, coprotagonizó y coescribió la serie Catastrophe junto al cómico estadounidense Rob Delaney.
También escribió el guion de la serie Divorce (2016-2019), una comedia estadounidense protagonizada por Sarah Jessica Parker.

### Directora
En 2012 Horgan hizo su debut como directora con el mediometraje autobiográfico La semana antes de Navidad.

### Presentadora
En 2005 Horgan copresentó el Proyecto de Noche del viernes (más tarde El Proyecto de Noche del domingo) en Canal 4. Pese a algunas polémicas, Horgan defendió el espectáculo como “sátira política”.

## Vida personal
Horgan contrajo matrimonio con Jeremy Rainbird el 16 de octubre de 2005. Tienen dos hijas.  Se divorciaron en 2019.

## Filmografía

### Cine
| Año  | Título                       | Personaje     | Notas                                              |
| ---- | ---------------------------- | ------------- | -------------------------------------------------- |
| 2005 | Imagine Me & You             | Beth          |                                                    |
| 2005 | Valiant                      |               | Voz.                                               |
| 2010 | Miss Remarkable & Her Career |               | Voz. Cortometraje.                                 |
| 2011 | Death of a Superhero         | Renata Clarke |                                                    |
| 2012 | The Week Before Christmas    | Su madre      | Debut como directora. Mediometraje autobiográfico. |
| 2013 | Run & Jump                   | Tara          |                                                    |
| 2015 | Man Up                       | Elaine        |                                                    |
| 2018 | Noche de juegos              | Sarah Darcy   |                                                    |
| 2019 | Military Wives               | Lisa          |                                                    |
| 2019 | How to Build a Girl          | Jo March      |                                                    |
| 2020 | Dating Amber                 | Hannah        |                                                    |

### Televisión
| Año       | Título                                           | Personaje                                                   | Observaciones                                        |
| --------- | ------------------------------------------------ | ----------------------------------------------------------- | ---------------------------------------------------- |
| 2002      | The State We're In                               | (no acreditada)                                             |                                                      |
| 2003      | Monkey Dust                                      | (no acreditada)                                             |                                                      |
| 2003      | Absolute Power                                   | Theresa O'Leary                                             | 1 episodio.                                          |
| 2005      | The Sunday Night Project                         | Ella misma                                                  | Copresentó.                                          |
| 2006-2007 | Rob Brydon's Annually Retentive                  | 'Booker'                                                    | 2 temporadas (12 episodios).                         |
| 2006-2009 | Pulling                                          | Donna                                                       | 2 temporadas (13 episodios). Coguionista.            |
| 2007      | Angelo's                                         | Karen                                                       | Guionista.                                           |
| 2010      | The Increasingly Poor Decisions of Todd Margaret | Alice Bell                                                  | 20 episodios.                                        |
| 2010      | Big Babies                                       | Carole                                                      | Voz. 13 episodios.                                   |
| 2010      | We Need Answers                                  | Ella misma                                                  | Invitada.                                            |
| 2011      | Have I Got News for You                          | Ella misma                                                  | Invitada.                                            |
| 2012      | How To Be A Good Mother                          | Ella misma                                                  | Presentadora.                                        |
| 2012-2014 | Psychobitches                                    | Jane Austen, Eva Perón, Cleopatra, Boadicea, Carmen Miranda | 11 episodios.                                        |
| 2012      | Dead Boss                                        | Helen                                                       | Coguionista.                                         |
| 2013      | Crackanory                                       | Ella misma                                                  | 1 episodio ("El traductor")                          |
| 2013      | Bad Management                                   | Eve                                                         | Coguionista. Piloto para ABC que se publicó on-line. |
| 2013      | Secrets of a Good Marriage                       | Ella misma                                                  | Presentadora.                                        |
| 2013      | Verge of a Midlife Crisis                        | Ella misma                                                  | Presentadora.                                        |
| 2015      | Moone Boy                                        |                                                             | Invitada.                                            |
| 2015-2019 | Catastrophe                                      | Sharon                                                      | 4 temporadas. Coguionista.                           |
| 2016-2019 | Divorce                                          |                                                             | Creadora.                                            |
| 2017      | Adventure Time                                   | Minerva Campbell                                            | Voz. 4 episodios.                                    |
| 2017      | Bojack Horseman                                  | Courtney Portnoy                                            | Voz. 4 episodios.                                    |
| 2018      | Women on the Verge                               | Dr. Fitzgerald                                              | 6 episodios.                                         |
| 2018-2019 | (Des)encanto                                     | Reina Dagmar                                                | Voz. 6 episodios.                                    |
| 2019      | Bob's Burgers                                    | Kathleen                                                    | Voz. 2 episodios.                                    |
| 2019      | This Way Up                                      | Shona                                                       | 6 episodios.                                         |
| 2020      | Criminal (Reino Unido)                           | Danielle Dunne                                              | 1 episodio.                                          |

### Radio
| Año  | Título         | Personaje | Observaciones             |
| ---- | -------------- | --------- | ------------------------- |
| 2015 | Chain Reaction | Ella      | 2 episodios. BBC Radio 4. |

### Teatro
| Año  | Título           | Personaje | Observaciones |
| ---- | ---------------- | --------- | ------------- |
| 2011 | Consejo terrible | Delila    |               |